# 聖体礼儀

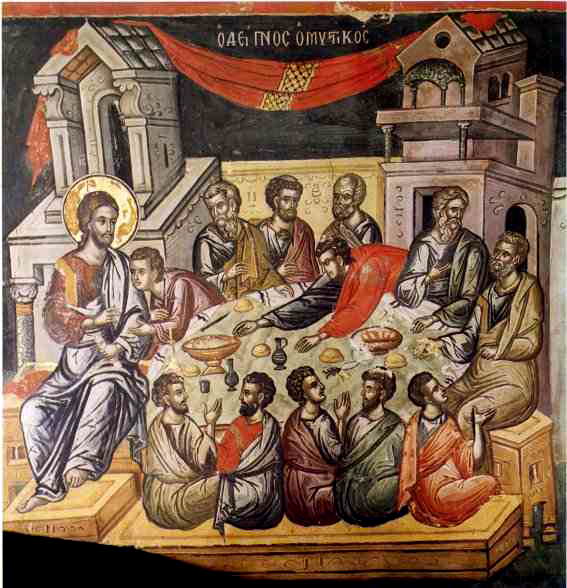
クレタのセオファニスによるイコン『機密制定の晩餐』。16世紀のもの。

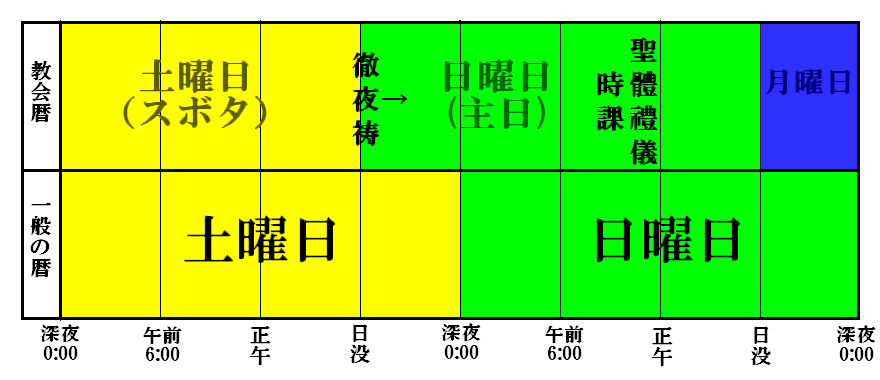
主日における、徹夜祷と聖体礼儀が行われる時間帯を示す図。教会暦の一日は日没から始まり日没に終わる。個々の教会ごとに、行われる時刻に多少のばらつきがある。

聖体礼儀（聖體禮儀、せいたいれいぎ、ギリシア語: Θεία Λειτουργία, ロシア語: Божественная литургия, 英語: Divine Liturgy）は正教会で最も主要な機密である聖体機密を含む、最も重要な奉神礼。
正教会において聖体礼儀は、「教会それ自体の真の本質であるたったひとつの共同の機密」「天上と地上の神の共同体としての教会の本質の一つの機密的現れ」「ハリストスの神秘的な『からだ』」「ハリストスの『花嫁』としての教会のかけがえのない機密的啓示」であるとされる。それゆえ場合によっては、単に「祈りの一つ」「機密の一つ」と捉えることを否定するのみならず、「最大の祈祷」「最高の祈祷」という表現すら（祈祷という枠組みにとどまらないのでそうした表現をさらに越えると捉えられることから）不適当であるとされることすらある。
イイスス・ハリストス（イエス・キリストのギリシャ語読み）自身により、機密制定の晩餐（最後の晩餐）において制定されたとされる。
聖体機密のみならず神品機密も聖体礼儀において行われる。
聖体礼儀をはじめとする奉神礼は教会の聖伝であり、正教会である限り聖体礼儀の構造への恣意的な変更は認められない。
聖体にかかる礼拝という点ではカトリック教会のミサ、聖公会およびプロテスタントにおける聖餐式に相当するが、正教会の聖体礼儀とカトリック教会のミサとは形式は全く異なるものであり、聖体礼儀をミサと呼ぶのは誤りである。

## 種別
正教会における奉神礼の聖体礼儀のうち、広く用いられるものとしては3種類がある。
聖金口イオアンの聖体礼儀ほとんどの主日、祭日に用いる。平日に修道院等で行われる聖体礼儀もこの形式である。
- ギリシャ語：Η Θεία Λειτουργία του Χρυσοστόμου
- ロシア語：Литургия Иоанна Златоуста
- 英語：Divine Liturgy of St. John Chrysostom

聖大ワシリイの聖体礼儀大斎中の主日、降誕祭、神現祭、聖大ワシリイの祭日などに用いられる。金口イオアンの聖体礼儀はこれを簡略化したものだともいわれる。
先備聖体礼儀大斎中の平日に用いられる。先備聖体礼儀では聖変化は行われない。問答者グレゴリイに帰せられる。
他に最古の形式として聖使徒イアコフの聖体礼儀などが挙げられるが、これはこんにち、一部の教会で稀に行われるのみである。

## 構造
大きく分けて、「奉献礼儀・啓蒙礼儀・信者の礼儀」の三部構成をもつ。ただし先備聖体礼儀は全く別の構成をしているため、以下の記述には当て嵌まらない。

### 奉献礼儀

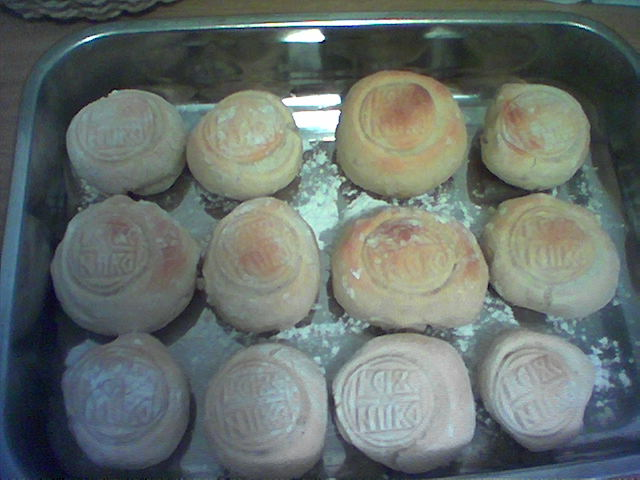
聖体礼儀で使われる聖パン（プロスフォラ）。ただし、写真に写っているのは聖変化に用いられる大きなパンではなく、聖体礼儀中の記憶と呼ばれる祈りに使われる小さなパンである。正教会では無発酵パンを用いる西方教会と異なり、発酵パンを用いる。

奉献礼儀の成立はやや遅く、元来は聖体礼儀の一部ではなかったと考えられている。
奉献礼儀（ほうけんれいぎ）とは、聖体礼儀に必要な物品を用意する礼儀である。司祭・輔祭が祭服を完装するとともに、聖体機密で用いられる聖餅（聖パン、プロスフォラ）とぶどう酒が用意される。聖パンには発酵パンが用いられる。
奉献礼儀は至聖所で行われる。まず司祭が王門（イコノスタシス中央の門）前で入堂式を行う。そのあと至聖所に入り、奉献礼儀がはじまる。その間に聖所でこれと平行して時課が行われることが多い。特殊な奉神礼が定められた日を除き、聖体礼儀前の時課は第六時課まで行われる。
神品が司祭一人の教会では、啓蒙礼儀の前に行なわれている痛悔機密を時課と並び行ない、奉献礼儀はその前に済ませておくことが多い。
また主教祈祷の際は、主教着衣式が、聖所で行われることがある。

### 啓蒙礼儀

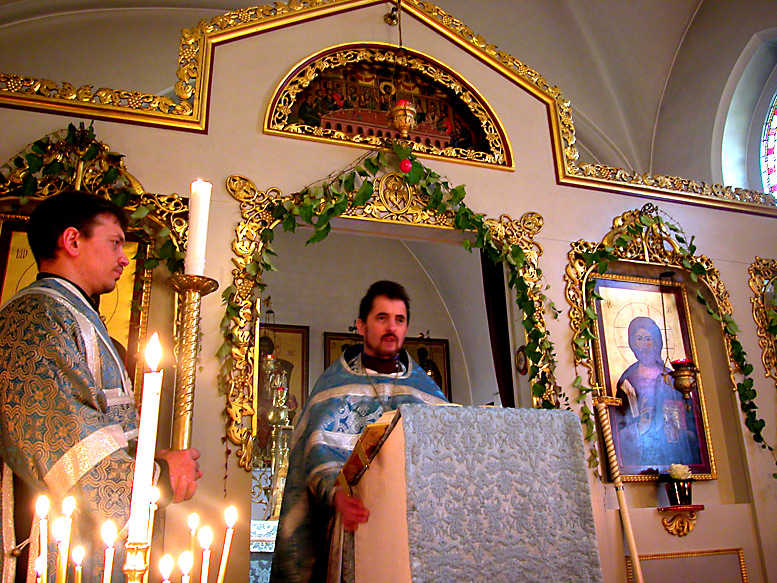
イコノスタシス王門前で福音経を奉読する司祭。左に蝋燭を捧げ持つのは副輔祭。（デュッセルドルフ、2009年）

啓蒙礼儀（けいもうれいぎ）とは、聖体礼儀にあたって精神面を準備する礼儀である。信徒や啓蒙者（洗礼志願者）への教えが主眼であり、使徒経朗誦、福音経奉読はここで行われる。
啓蒙礼儀は、輔祭の呼びかけ「君や、祝讃せよ」とそれに呼応する司祭の祝讃「父と子と聖神の国は崇め讃めらる、今もいつも世々に」、詠隊（会衆）による祈り「アミン」（アーメンのギリシャ語読み）によって始まる。
連祷とアンティフォン等の祈祷を繰り返した後、小聖入が行われ、福音経（ハリストスの象り）が至聖所から聖所へ持ち出される。小聖入は本来、福音経を聖堂に運び入れ、信者が共に入堂するものであったと考えられている。小聖入のあと、その日の発放讃詞、聖三祝文、ポロキメンが歌われ、使徒経および福音経の誦読を行う。使徒経や福音経の誦読箇所は、教会暦によって定められている。
ポロキメンから使徒経の誦読のときに、地域によっては座ることがあるが、ロシア系等の正教会の習慣では、啓蒙礼儀の間中も立ち続けることが普通である。他方、福音経の誦読は輔祭もしくは司祭が行うが、このときに起立する習慣はどの地域の正教会にも共通している。
教会によっては福音経の朗読のあとに説教が行われる（そうでない教会では信者の礼儀のなかで説教が行われることが多い）。
福音経の朗読のあと、重連祷（じゅうれんとう）を行い、啓蒙者のための祈願でありかつ退席を促す「啓蒙者の連祷」へと到る。

### 信者の礼儀

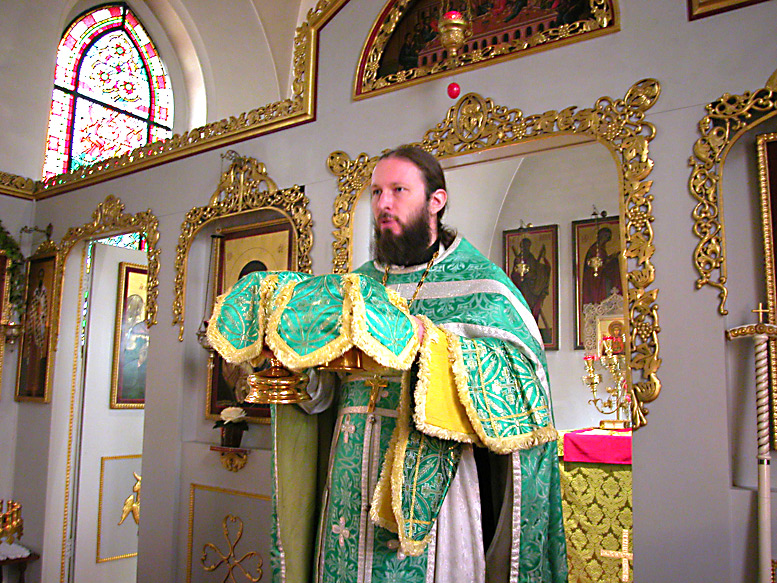
大聖入で司祭が生者・永眠者を記憶する場面（デュッセルドルフの生神女庇護教会、2009年）

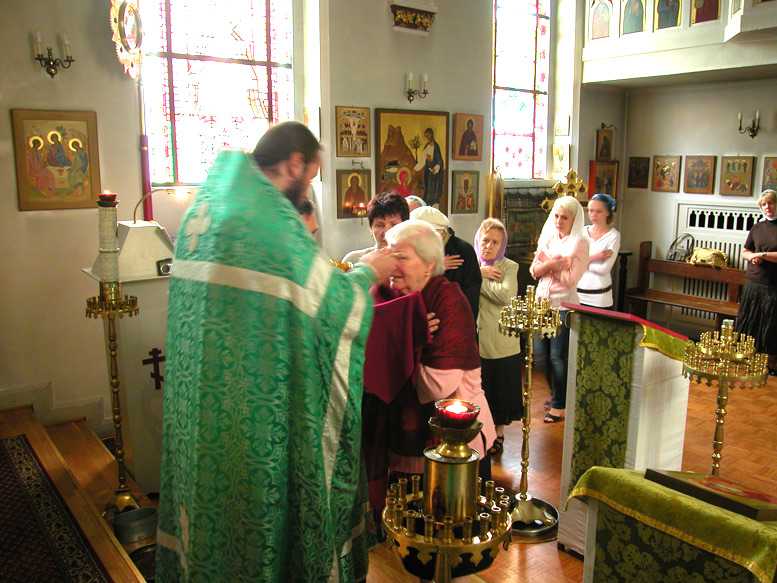
信者の領聖。デュッセルドルフの生神女庇護教会にて司祭後方から撮影したもの。

信者の礼儀（しんじゃのれいぎ）では、聖体機密の執行と領聖が行われる。
信者の礼儀は、かつては信徒以外出席を許されず、啓蒙者は退席した。現在の正教会では啓蒙者も参列することが許されるが、祈祷文にはその名残がある。
信者の礼儀は、「信者の連祷」と呼ばれる連祷から始まる。
事前の奉献礼儀で準備された聖パンが置かれたディスコスと、葡萄酒が容れられた聖爵が、奉献台からイコノスタシス北門を通って聖所に運ばれ、信者に示される。この際、生者と永眠を記憶する祈りを司祭が唱える（輔祭がいる場合は輔祭も一部を唱える、主教祈祷の場合は主教が唱える）。その後、王門を通って寶座（宝座）上に捧げられる。この動きを大聖入と呼び、イイスス・ハリストスの葬列と埋葬を象る。この際に、ヘルヴィムの歌が歌われる。
信経が歌われた後、アナフォラが行われる。捧げられた聖パンと葡萄酒を司祭は記憶（アナムネーシス）し、聖神（聖霊）の降臨を願う（エピクレーシス）。この際、鐘を打つ。この打鐘は病などのため参祷出来なかったもののために、この重大な刻を告げる趣旨で行われる。
この後、生神女讃詞（「常に福」もしくはその代わりの生神女讃詞）、天主経（主の祈り）、領聖準備の祝文を経て、領聖へと到る。神品が至聖所で領聖した後、聖所へ司祭が尊体尊血の入った聖爵を持ち出し、信者が領聖する。ここで領聖できるのは正教徒のみであり、非キリスト教徒はもちろん、他教派のキリスト教徒にも領聖は許されていない。
信者の領聖後、司祭はいったん至聖所へ戻る。信者は感謝の祈祷を行う。司祭はここで再び聖所へ出て、聖所中央でイコノスタシス王門に向かい、升壇外の祝文を行う。
その後、司祭の祝福においてその日の聖人が記憶される。このあと万寿詞をもって聖体礼儀の祈祷が終結する。
聖体礼儀の後は、十字架接吻を行う。またさらにそのあとに、信者は領聖感謝祝文を唱える。

## 聖歌としての聖体礼儀
正教会では祈祷は同時に歌であり、聖体礼儀では詠隊（聖歌隊）が歌う部分については事前にほぼ全文が楽譜に起こされていることが多い。
聖歌には「ビザンティン聖歌」「グルジア多声聖歌」「ズナメニ聖歌」「ヴァラーム聖歌」「ロシア聖歌」など、時代や地域を反映した複数の様式を示す通称がある。他の言語から聖歌を取り入れる際には自分達の言語で自然に言葉が聴こえるようにするため、言語によってフレーズの作法が変化しオリジナルな聖歌とは異なる場合が多い。それも多様性の豊かさであり、鷹揚に受け入れられているが、他方、オリジナルの聖歌との伝統性を具体的にどのように確保するのかといった問題意識も存在する。
著名な作曲家が作曲した聖体礼儀の聖歌としては、ボルトニャンスキー、チャイコフスキー、ニコライ・リムスキー＝コルサコフ、ラフマニノフ、パヴェル・チェスノコフ、アレクサンドル・グレチャニノフなどが知られる。
音源では単一の作曲家の作品をまとめてリリースされることも多いが、実際の奉神礼では複数の作曲家の聖歌や作者不詳の古い起源をもつ聖歌を組み合わせて使うことがほとんどである。
日本正教会で単旋律もしくは混声三部合唱で歌う際に通常用いられるヘルヴィムの歌は、ウクライナのフルーヒウ 出身のロシア正教会の作曲家であるボルトニャンスキーによる三拍子のものを、日本語訳した際に四拍子風に編曲したものである（四部合唱版も存在するがこちらは歌われるのは稀）。